# Departamentul La Paz (Honduras)
Departamentul La Paz este unul dintre cele 18 departamente în care se împarte Hondurasul. Capitala departamentală este orașul La Paz.
Departamentul acoperă o suprafață totală de 2.331 km². În 2015, aceasta avea o populație estimată de 206.065.

## Municipalități
1. Aguaqueterique
2. Cabañas
3. Cane
4. Chinacla
5. Guajiquiro
6. La Paz
7. Lauterique
8. Marcala
9. Mercedes de Oriente
10. Opatoro
11. San Antonio del Norte
12. San José
13. San Juan
14. San Pedro de Tutule
15. Santa Ana
16. Santa Elena
17. Santa María
18. Santiago de Puringla
19. Yarula